# Šaip Kamberi

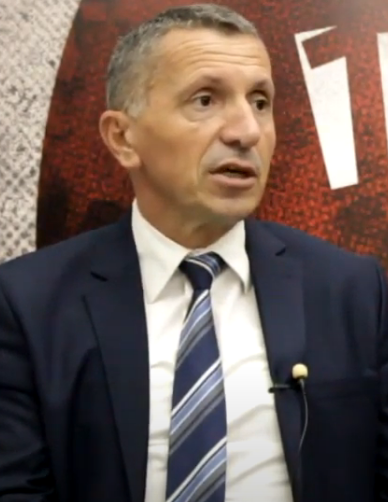
Šaip Kamberi (2014)

Šaip Kamberi (serbisch-kyrillisch Шаип Камбери, albanisch Shaip Kamberi; * 15. Oktober 1964 in Veliki Trnovac, SFR Jugoslawien) ist ein Rechtsanwalt und Politiker, der der albanischen Minderheit im Süden Serbiens angehört. Er ist seit Sommer 2020 Abgeordneter im serbischen Parlament.

## Leben
Kamberi besuchte acht Jahre lang die Grundschule in seinem Heimatort Veliki Trnovac. Danach besuchte er das Gymnasium (Srednja škola) „Sezai Suroi“ in Bujanovac, welches er mit der Hochschulreife abschloss. Im Anschluss studierte er an der Universität von Pristina und diplomierte 1989 dort zum Rechtsanwalt. Kamberi ist verheiratet und hat zwei Kinder.

## Politische Karriere
Von 2000 bis 2008 war Kamberi Korrespondent der Tageszeitung Zëri aus dem Kosovo. Er ist Gründer des Komitees für Menschenrechte „Human Rights Committee for the branch of Bujanovac“ und war von 2002 bis 2008 dessen Präsident.
Von 2008 bis 2012 war Kamberi das erste Mal Bürgermeister der Opština Bujanovac. 2016 wurde er erneut in diese Position gewählt. 2014 wurde er für zwei Jahre zum Abgeordneten in das serbische Parlament gewählt.
Šaip Kamberi wurde im Oktober 2018 zum Vorsitzenden der Partija za demokratsko delovanje gewählt. Er löste Riza Halimi ab, der die Partei 28 Jahre lang geführt hatte.
Bei der Parlamentswahl in Serbien 2020 erhielt Kamberi einen Sitz in der Nationalversammlung Serbiens und ist seitdem Abgeordneter im Parlament als Teil der Opposition. Das Bürgermeisteramt von Bujanovac übernahm Nagip Arifi.